# Macaduma rufa
Macaduma rufa là một loài bướm đêm thuộc phân họ Arctiinae, họ Erebidae.